# 三浦大輝 (アイスホッケー)
三浦 大輝（みうら だいき、1999年9月18日 - ）は、北海道苫小牧市出身のプロアイスホッケー選手。ポジションはディフェンス。アジアリーグアイスホッケーの横浜GRITSに所属。
普段は不動産業で働いている。愛称は"みーさま"、"みうみう"、"ジョニー"。

## 経歴
明治大学を経て、2022年7月30日にアジアリーグアイスホッケーの横浜GRITSに入団した。
2022-2023シーズンオフの2023年6月17日にGRITSと契約を継続した。
2023-2024シーズンオフの2024年5月25日にGRITSと契約を継続した。
2024-2025シーズンはオフの2025年5月2日にGRITSと契約を継続した。

## 人物
アイスホッケーは5歳の時に気づいたら始めていたという。